# Prefeitura pretoriana da Gália
A Prefeitura pretoriana da Gália (em latim: praefectura praetorio Galliarum), também chamada de prefeitura pretoriana das Gálias (ou seja, das províncias da Gália), era uma das quatro grandes prefeituras pretorianas nas quais estava subdividido o Império Romano na Antiguidade Tardia.

## História
A prefeitura foi criada depois da morte de Constantino I em 337, quando o império foi dividido entre seus filhos, com Constantino II recebendo o comando das províncias mais ocidentais com um prefeito pretoriano como seu principal assessor. Ela abrangia não apenas a Diocese da Gália, mas também a Germânia Superior e Inferior, Britânia, Hispânia e Mauritânia Tingitana, na África. Seu território se sobrepunha em grande medida com o que foi controlado por um breve período pelo Império das Gálias na década de 260.
Depois da repartição permanente do império em 395 entre o oriente e o ocidente, a prefeitura da Gália continuou sob o comando do Império Romano do Ocidente. Augusta dos Tréveros (a moderna Tréveris, na Alemanha) serviu como capital da prefeitura até 407 (ou, de acordo com outras estimativas, 395), quando passou para Arelate (moderna Arles).
A prefeitura pretoriana da Gália continuou funcionando até 477, quando as últimas regiões sob seu controle foram conquistadas pelos visigodos depois da abolição do governo imperial no ocidente em Ravena no ano anterior.
Em 510, o rei ostrogodo Teodorico, o Grande re-estabeleceu a prefeitura numa pequena região da Gália (a Provença), que ele havia acabado de conquistar, com capital em Arelate. Este breve renascimento durou até a região ser novamente conquistada, desta vez pelos francos, em 536. Os ostrogodos por sua vez foram derrotados durante a conquista da Itália pelos bizantinos.

## Subdivisões
A Prefeitura das Gálias foi dividida em quatro dioceses, administradas por um vigário.
A Diocese da Hispânia, cujo vigário vivia em Emérita Augusta (moderna Mérida), incluía as seguintes províncias:
- Na Hispânia Citerior: 
  - Tarraconense (Tarraconensis)
  - Galécia
  - Cartaginense
  - Baleares
- Na Hispânia Ulterior: 
  - Bética
  - Lusitânia
- Na Mauritânia romana:
  - Mauritânia Tingitana

A Diocese da Gália compreendia as seguintes províncias:
- Na Gália Céltica (ou "Lugdunense"):
  - Gália Lugdunense I
  - Gália Lugdunense II
  - Gália Lugdunense III
  - Gália Lugdunense IV
- Na Gália Bélgica:
  - Bélgica I
  - Bélgica II
  - Germânia I
  - Germânia II
  - Máxima Sequânia
- Nos Alpes:
  - Alpes Peninos e Graios

A Diocese de Vienne, incluía as seguintes províncias:
- Na Gália Narbonense:
  - Narbonense I
  - Narbonense II
  - Vienense
- Nos Alpes:
  - Alpes Marítimos
- Na Gália Aquitânia:
  - Aquitânia I
  - Aquitânia II
  - Novempopulânia

A Diocese da Britânia, cujo vigário vivia em Londínio (moderna Londres), incluía as seguintes províncias (cuja localização exata é incerta):
- Máxima Cesariense
- Flávia Cesariense
- Britânia I
- Britânia II
- Valência

## Lista dos prefeitos pretorianos da Gália conhecidos
- Caio Ceiônio Rúfio Volusiano (309–310)
- Caio Ânio Tiberiano (336–337)
- Ambrósio (340)
- Fábio Ticiano (341-349)
- Vulcácio Rufino (primeira vez, 353-354)
- Caio Ceônio Rúfio Volusiano Lampádio (354-355)
- Honorato (355-357)
- Florêncio (c. 357-360)
- Nebrídio (360-361)
- Decímio Germaniano (primeira vez, 361)
- Salústio (361–363)
- Decímio Germaniano (segunda vez, 363-366)
- Vulcácio Rufino (segunda vez, 366-368)
- Maximino (371-376)[1]
- Flávio Cláudio Antônio (376-377)
- Ausônio (377-378, co-prefeito a partir de 376)
- Sibúrio (378-382)
- Flávio Málio Teodoro (382-383)
- Evódio (c. 384-386)
- Constanciano (389)
- Neotério (390)
- Hilário (396)
- Teodoro (396–397)
- Flávio Vicente (397-400)
- Andrômaco (c. 401)
- Cláudio Póstumo Dardano (primeira vez, c. 402)
- Romuliano (404-405)
- Petrônio (402-408) - sede da prefeitura alterada para Arelate em 407
- Limênio (408) - assassinado em Ticino (Pávia)
- Apolinário (408)
- Décimo Rústico (409-411)
- Cláudio Póstumo Dardano (segunda vez, 412-413)
- Vicente (413)
- Júlio (c. 414)
- Flávio Júlio Agrícola (416-418)
- Exuberante (421-424)
- Amado (c. 425)
- Flávio Aécio (426-c. 427)
- Auxiliar (435-437)
- Ávito (c. 439)
- Florêncio (439)
- Cecina Décio Aginácio Albino (440)
- Marcelo (c. 441-445)
- Tonâncio Ferrolo (450/451-453)
- Prisco Valeriano (antes de 456)
- Peônio (456-458)
- Magno (459-460)
- Arvando (464-469)
- Flávio Magno (469)
- Magno Félix (c. 470)
- Entrópio (c. 471)
- Polêmio (475-depois de 477) - os últimos resquícios da prefeitura, na Provença, foram conquistados pelos visigodos
- Pedro Marcelino Félix Libério (510-536) - prefeito durante o domínio ostrogodo